# Saint-Cannat
Saint-Cannat is een gemeente in het Franse departement Bouches-du-Rhône (regio Provence-Alpes-Côte d'Azur). De plaats maakt deel uit van het arrondissement Aix-en-Provence. Saint-Cannat telde op 1 januari 2022 5.877 inwoners.

## Geschiedenis
Op vrijdag 11 juni 1909 werd de streek van Saint-Cannat getroffen door een zware aardbeving. In de gemeente vielen tien doden.

## Geografie
De oppervlakte van Saint-Cannat bedroeg op 1 januari 2022 36,54 vierkante kilometer; de bevolkingsdichtheid was toen 160,8 inwoners per km².
De onderstaande kaart toont de ligging van Saint-Cannat met de belangrijkste infrastructuur en aangrenzende gemeenten.

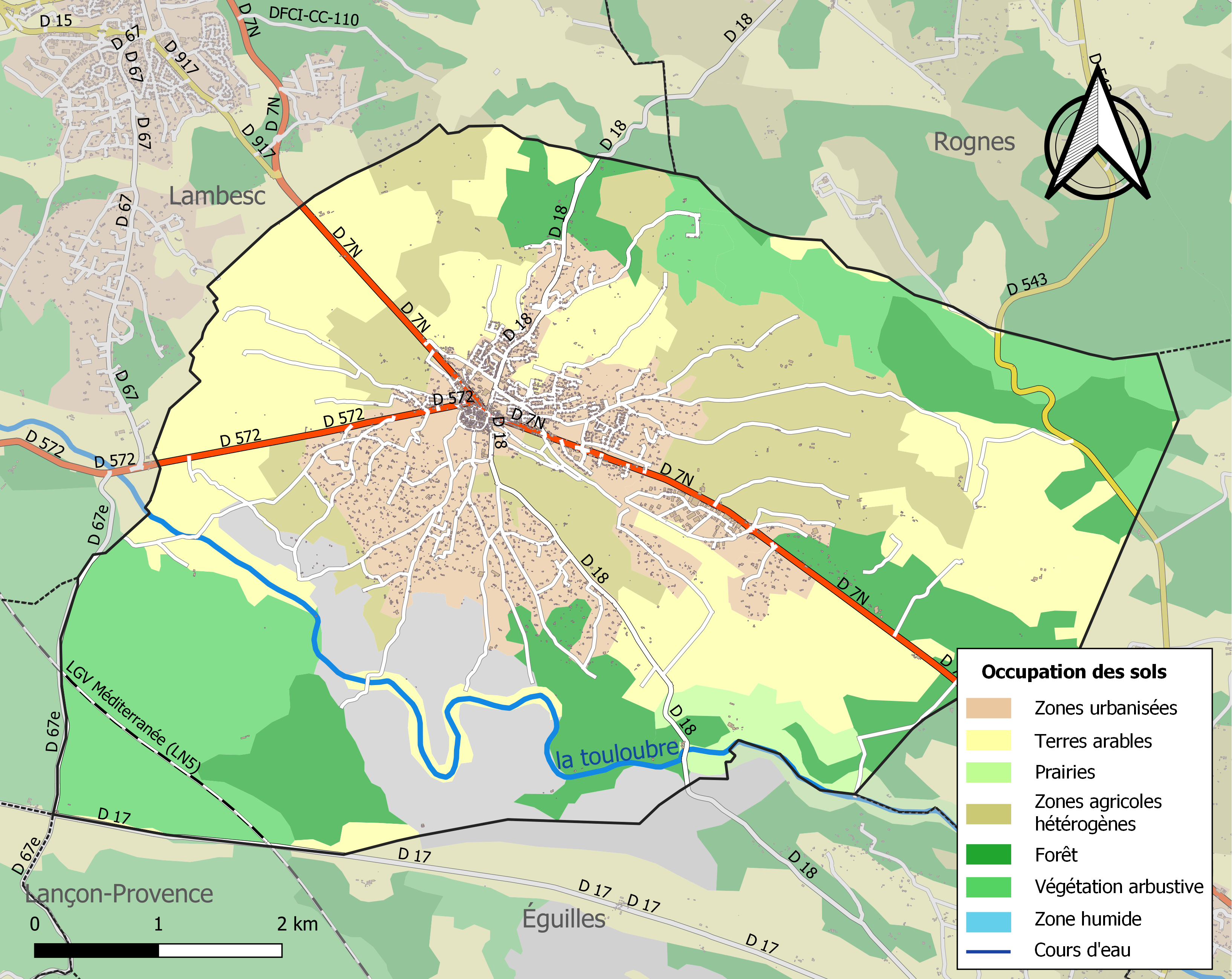

## Demografie
Onderstaande figuur toont het verloop van het inwonertal (bron: INSEE-tellingen).
Vanwege een beveiligingsprobleem met de MediaWiki Graph-software is het momenteel niet mogelijk deze grafiek weer te geven. Zodra de software is bijgewerkt zal de grafiek vanzelf weer zichtbaar worden.